# Крыночка

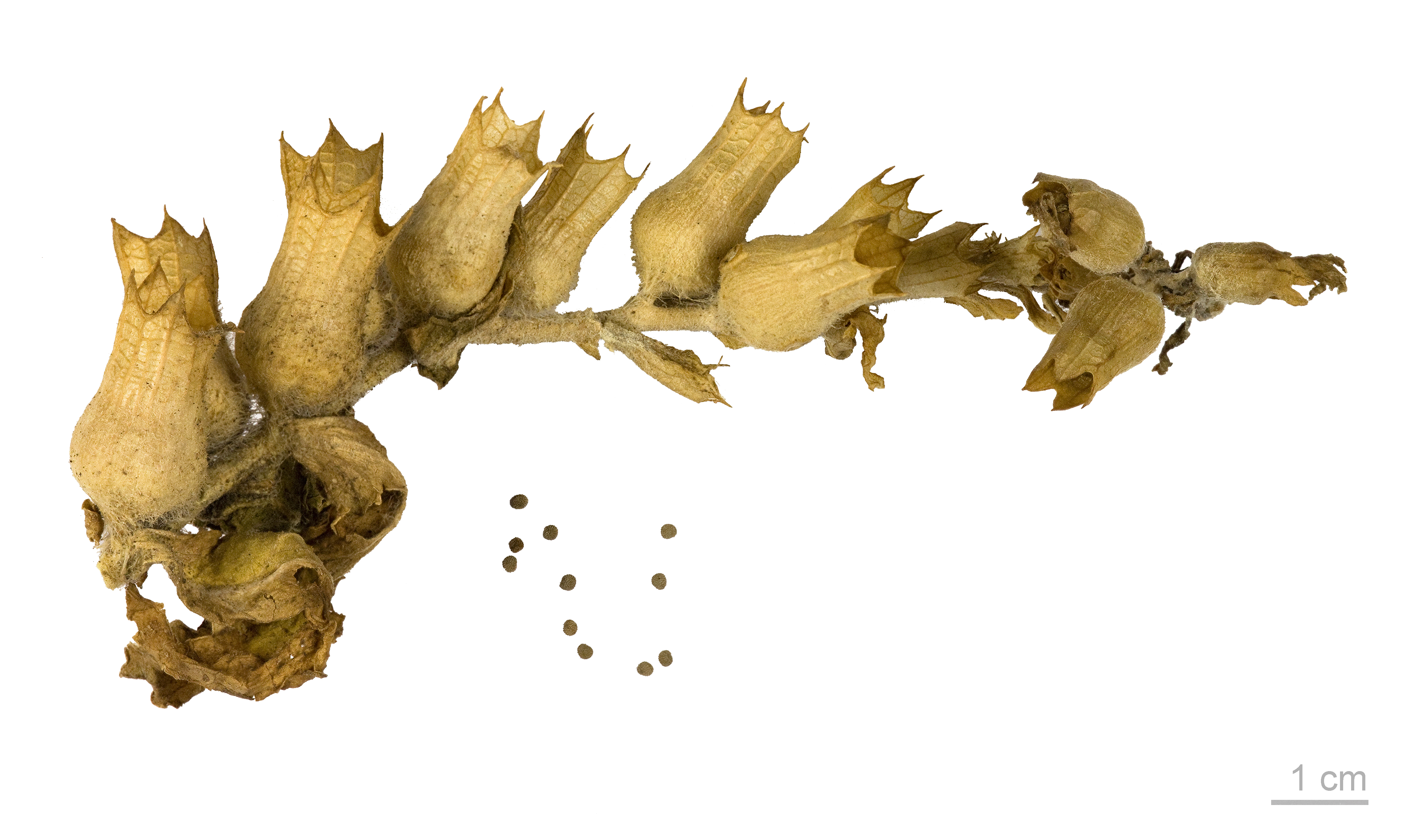
Плоды белены чёрной (Hyoscyamus niger) являются примером крыночки

Крыночка (лат. pyxidium) — тип простого, ценокарпного, сухого плода, производимого некоторыми видами цветковых растений. Представляет собой лопающийся или растрескивающийся плод. По сути является разновидностью плода-коробочки. Отличается тем, что по созревании открывается не продольными щелями, что характерно для типичных коробочек, а попёрек — небольшой «крышечкой» сверху.
Подобный тип плодов встречается у растений из рода Anagallis (очный цвет), Plantago (подорожник), а также у белены чёрной (Hyoscyamus niger).